# Liste der Baudenkmäler in Gerderath
Die Liste der Baudenkmäler in Gerderath enthält die denkmalgeschützten Bauwerke auf dem Gebiet der Stadt Erkelenz im Kreis Heinsberg in Nordrhein-Westfalen (Stand: Oktober 2011). Diese Baudenkmäler sind in der Denkmalliste der Stadt Erkelenz eingetragen; Grundlage für die Aufnahme ist das Denkmalschutzgesetz Nordrhein-Westfalen (DSchG NRW).

| Bild                      | Bezeichnung                         | Lage                                      | Beschreibung | Bauzeit                            | Eingetragen seit  | Denkmal- nummer |
| ------------------------- | ----------------------------------- | ----------------------------------------- | --- | ---------------------------------- | ----------------- | --------------- |
| weitere Bilder            | Kath. Pfarrkirche St. Christopherus | Gerderath Genenderstraße Karte            | Baujahre 1782, Turm 1786, Ostteil 19. Jahrhundert; barocker Saalbau mit vorgesetztem 4-geschossigen Westturm, im Keilstein einer Nebentür Jahreszahl; barocke und neugotische Ausstattung. | 1782, 1786                         | 20. Oktober 1982  | 41              |
| Kapelle mit Wegekreuz     | Kapelle mit Wegekreuz               | Gerderath Genenderstraße 54 Karte         | 19. Jahrhundert, nur Korpus alt. | 19. Jh.                            | 30. November 1983 | 86              |
| Wohnhaus                  | Wohnhaus                            | Gerderath Genenderstraße 78 Karte         | 3-flügelige Backstein-Hof, Front weiß geschlämmt, Wohnhaus 2 Geschosse mit Toreinfahrt. | Anfang des 19. Jahrhunderts        | 30. November 1983 | 88              |
| Wohnhaus                  | Wohnhaus                            | Gerderath Genenderstraße 82 Karte         | Putz um 1900, 2 Geschosse 4 Achsen, Türgewände und Fensterbänke in Blaustein, Anbau (Nr. 84) in Fachwerk, wohl älteres ehem. Wirtschaftsgebäude, 1972 abgebrochen.                         | Mitte des 19. Jahrhunderts         | 30. November 1983 | 89              |
| Backsteinhof              | Backsteinhof                        | Gerderath Genenderstraße 88 Karte         | Dreiflügeliger Backsteinhof, Front weiß geschlämmt, zweigeschossig in drei Achsen und Torachse, Türgewände und Fensterbänke in Blaustein.                                                  | Mitte des 19. Jahrhunderts         | 3. Februar 1986   | 312             |
| Wohnhaus                  | Wohnhaus                            | Gerderath Genenderstraße 94 Karte         | 4-flügelige Backstein-Hofanlage, Wohnhaus 2 Geschosse 4 Achsen und Torachse, Türgewände und Fensterbänke in Blaustein, rechts niedriger Anbau, Nebengebäude z. T. erneuert.                | Mitte des 19. Jahrhunderts         | 30. November 1983 | 90              |
| Wohnhaus                  | Wohnhaus                            | Gerderath Genenderstraße 95 Karte         | 3-flügelige Backstein – Hof, Front weiß geschlämmt, Wohnhaus 2 Geschosse mit Toreinfahrt.                                                                                                  | Anfang des 19. Jahrhunderts        | 30. November 1983 | 87              |
| 3 flügeliger Backsteinhof | 3 flügeliger Backsteinhof           | Gerderath Genenderstraße 101 Karte        | 3-flügeliger Backsteinhof Wohnhaus, Giebelhaus 2-geschossig in 3 : 3 Achsen, Türgewände und Fensterbänke in Blaustein.                                                                     | Zweite Hälfte des 19. Jahrhunderts | 20. Oktober 1982  | 42              |
| Wegekreuz von 1900        | Wegekreuz von 1900                  | Gerderath Lauerstraße / Eremitenweg Karte | Nische mit Marienfigur, Kreuz mit Kruzifix, am Kreuz Jahreszahl, schmiedeeiserne Umfriedung.                                                                                               | 1864                               | 30. November 1983 | 92              |
| Wohnhaus                  | Wohnhaus                            | Gerderath Lauerstraße 35 Karte            | 4-flügeliger Backstein Hof, 2 Geschosse 3 Achsen, Backstein, Türgewände und Fensterbänke in Blaustein, an der Fassade die Jahreszahl in Ankersplinten.                                     | 1851                               | 30. November 1983 | 93              |
| Wegekreuz von 1864        | Wegekreuz von 1864                  | Gerderath Lauerstraße 35 Karte            | Nische mit Marienfigur, Kreuz mit Kruzifix, am Kreuz Jahreszahl, schmiedeeiserne Umfriedung.                                                                                               | 1864                               | 30. November 1983 | 91              |
| Wohnhaus                  | Wohnhaus                            | Gerderath Lauerstraße 40 Karte            | 4-flügeliger Backstein Hof, Wohnhaus hat 2 Geschosse und 5 Achsen, Türgewände in Blaustein, ein Erdgeschoss-Fenster verändert, an der Fassade die Jahreszahl in Ankersplinten.             | 1792                               | 30. November 1983 | 96              |
| Wohnhaus                  | Wohnhaus                            | Gerderath Lauerstraße 51 Karte            | 4-flügeliger Fachwerk Hofanlage, Fassade Backstein, weiß geschlämmt, Wohnhaus 2 Geschosse 6 Achsen, daneben Toreinfahrt, Türgewände und Fensterbänke in Blaustein.                         | Mitte des 19. Jahrhunderts         | 30. November 1983 | 94              |
| Wohnhaus                  | Wohnhaus                            | Gerderath Lauerstraße 54 Karte            | 4-flügeliger Backstein Hof, Fassade um 1900 verputzt, 2 Geschosse 5 Achsen, Torachse, Türgewände und Fensterbänke in Blaustein, in Türkeilstein Jahreszahl.                                | 1819                               | 30. November 1983 | 97              |
| Wohnhaus                  | Wohnhaus                            | Gerderath Lauerstraße 68 Karte            | 4-flügeliger Backstein Hof, Wohnhaus 2 Geschosse, 6 Achsen, Toreinfahrt Nebengebäude z. T. erneuert, im Kämpferstein der Toreinfahrt Jahreszahl.                                           | 1855                               | 30. November 1983 | 98              |